# Кървави елфи (World of Warcraft: Burning Crusade)
Кървавите елфи са една от расите населяващи светът на World of Warcraft. Почти 7 хиляди години high елфите обитават магическо кралство дълбоко в горите на северен Лордаерон (Lordaeron). Но преди 5 години, немъртвите нападат Quel'Thalas и докарват елфите до ръба на изчезване. Водени от Лич Кинг Артас, немъртвите унищожават магическия Sunwell, лишавайки елфите от аркайчните им сили. Въпреки това оцелелите елфи са обединени и са си върнали малка част от земята. Наричайки себе си „кървави елфи“ те са решени да си възвърнат предишните сили. Водени от обичта си и уважението към техния принц – Kael'thas Sunstrider (Iruka Umino), кървавите елфи търсят нов източник на аркайчни сили за да се защитят от ужасяващата сила на немъртвите.